# تيم إريكسن
تيم إريكسن (بالإنجليزية: Tim Eriksen) هو مغني ومغن مؤلف وموسيقي أمريكي، ولد في 1966.

## وصلات خارجية
- تيم إريكسن على موقع ميوزك برينز (الإنجليزية)
- تيم إريكسن على موقع أول ميوزيك (الإنجليزية)
- تيم إريكسن على موقع ديسكوغز (الإنجليزية)